# Test visivi

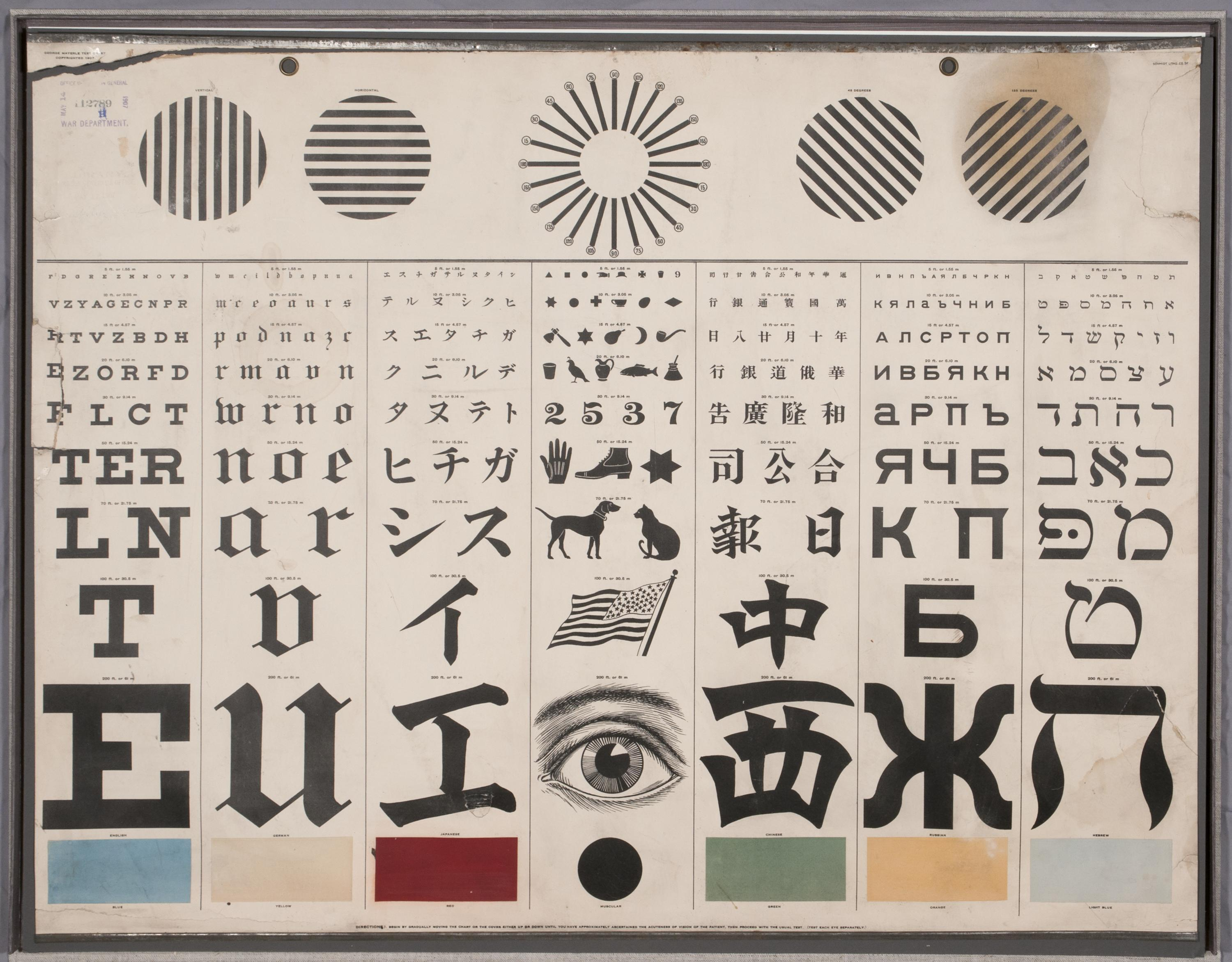
Tavola che racchiude il test della stella (con relative varianti ai lati) ed i test ottotipo con tavole ETDRS nelle diverse lingue e in una versione per bambini

I test visivi servono a verificare e misurare eventuali alterazioni ottiche e poter attuare eventuali misure correttive.

## Test di Amsler
Questo test serve per verificare la sfericità della retina e per evidenziare eventuali problemi localizzati in alcune aree circoscritte (ad esempio una degenerazione maculare); il test è composto da una griglia e da un punto centrale.

## Test dei colori di Ishihara
Questo test serve per verificare la presenza di daltonismo e quantificarne la ridotta sensibilità a relativi colori; il test è composto da immagini maculate, le cui macule compongono dei numeri.

## Test della stella per l'astigmatismo
Tale test serve per verificare la presenza dell'astigmatismo, tramite una particolare stella a 12 punte con tre barre ciascuna.

## Test duocromatico o bicromatico
Tale test serve per verificare la presenza di miopia o ipermetropia, tramite due tavole, una verde e una rossa, con alcune lettere riportate sopra.

## Test dell'acuità visiva
Il test si compone di diverse lettere, di dimensioni sempre minori, per verificare le diottrie ("Tavola ETDRS"); per i bambini e analfabeti viene utilizzata una tavola modificata che utilizza una lettera "E" maiuscola ruotata in diverse angolazioni o in alternativa, simboli di figure.

## Test della sensibilità al contrasto
Si tratta di un test che permette di analizzare ad alta risoluzione il contrasto relativamente al visus di 1/10 che normalmente corrisponde alla soglia assoluta del contrasto.
Per questa verifica si possono utilizzare diversi test, quali tavole di Pelli-Robson (PR), Functional Acuity Contrast Test (FACT), Vision Contrast Test System (VCTS), o la sua versione evoluta (ottotipi computerizzati), test di Rabin e test di Regan.